# Athamas
Athamas là một chi nhện trong họ Salticidae.